# ويليام إم. كونلي
ويليام إم. كونلي (بالإنجليزية: William M. Conley)‏ هو محامي وقاضي أمريكي، ولد في 25 مايو 1956 في رايز ليك في الولايات المتحدة.